# مانشستر سيتي موسم 2014–15
كان موسم 2014–15 هو الموسم الـ113 لنادي مانشستر سيتي لكرة القدم، والموسم الـ86 في كرة القدم الإنجليزية والموسم الـ18 في الدوري الإنجليزي الممتاز. بالإضافة إلى الدوري، شارك مانشستر سيتي هذا الموسم في نسخ كأس الاتحاد الإنجليزي وكأس الرابطة الإنجليزية والدرع الخيرية ودوري أبطال أوروبا.